# Ґібашев
Ґібашев (пол. Gibaszew) — село в Польщі, у гміні Поддембиці Поддембицького повіту Лодзинського воєводства.
Населення — 127 осіб (2011).
У 1975-1998 роках село належало до Серадзького воєводства.

## Демографія
Демографічна структура станом на 31 березня 2011 року:
|          | Загалом | Допрацездатний вік | Працездатний вік | Постпрацездатний вік |
| -------- | ------- | ------------------ | ---------------- | -------------------- |
| Чоловіки | 68      | 15                 | 50               | 3                    |
| Жінки    | 59      | 13                 | 30               | 16                   |
| Разом    | 127     | 28                 | 80               | 19                   |